# Pradosia verrucosa
Pradosia verrucosa – gatunek rośliny należący do rodziny sączyńcowatych. Jest gatunkiem występującym na terenie stanu Pernambuco w Brazylii.